# Gare de L’Arinella
Gare de L'Arinella vasútállomás Franciaországban, Bastia településen.

## Vasútvonalak
Az állomást az alábbi vasútvonalak érintik:
- Bastia-Ajaccio-vasútvonal

## Kapcsolódó állomások
A vasútállomáshoz az alábbi állomások vannak a legközelebb:
- Gare de Bassanese
- Gare de Montesoro